# Rahotep

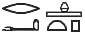
Rahotep w hieroglifach

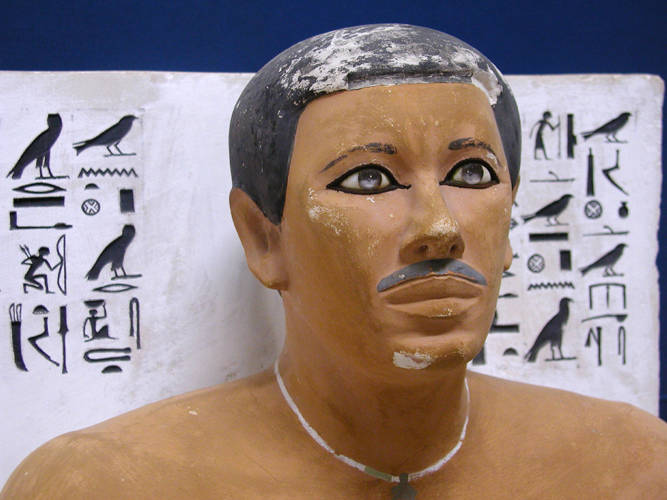
Rahotep

Rahotep (także Rehotep, egip. Re jest zadowolony) – wielki kapłan z Heliopolis, członek rodziny panującej - syn Snofru, brat przyrodni Cheopsa.
Jego małżonką była Nofret. Po śmierci został pochowany w mastabie w Meidum, w której spoczęła również mumia jego żony.
Z mastaby tej pochodzi słynna para posągów Rahotepa i Nofret, będących arcydziełami staroegipskiej sztuki rzeźbiarskiej, obecnie eksponowanych w Muzeum Egipskim w Kairze. Odkrył je w 1871 roku Albert Daninos, asystent francuskiego egiptologa Auguste Mariette. 
Szczątki Rahotepa, jedną z najwcześniejszych mumii egipskich, odnalazł na dnie szybu grobowego Flinders Petrie. Cenna mumia była cudownie zaokrąglona i ukształtowana z pomocą smoły i żywicy, a owinięta w najlepsze płótno lniane. Ciało wysłano do Londynu w celu dokonania autopsji, jednak uległo ono zniszczeniu, gdy Royal College of Surgeons został trafiony podczas bombardowania miasta w czasie drugiej wojny światowej.

## Dzieci
Rahotep i Nofret mieli sześcioro dzieci: trzech synów (Dżedi, Itu i Neferkau) oraz trzy córki (Mereret, Nedżemib i Sethtet).